# کلبه سپید
کلبه سپید یک مجموعه تلویزیونی به کارگردانی «مهرداد رایانی مخصوص» و «رحمان سیفی‌آزاد» است که در سال ۱۳۷۹ ساخته شده‌است. 
ترانهٔ تیتراژ آن توسط علی لهراسبی اجرا شده‌است.

## بازیگران
- مریم سعادت
- کیهان ملکی
- مژگان ربانی
- آرش بزرگ‌زاده
- اسرافیل علمداری
- منوچهر بهروج
- جلال خباز
- مینا کریمی
- حسن رفیعی
- مهسا مهجور[۱]
- شهرزاد عبدالمجید
- بیژن بنفشه‌خواه
- آرش نوذری
- فریده سپاه‌منصور
- مهدی بهنام
- احمد ساعتچیان
- مجید آقاکریمی
- سودابه میرکریمی
- مسعود ساکت‌اف